# Sherlock Holmes - Arma secretă

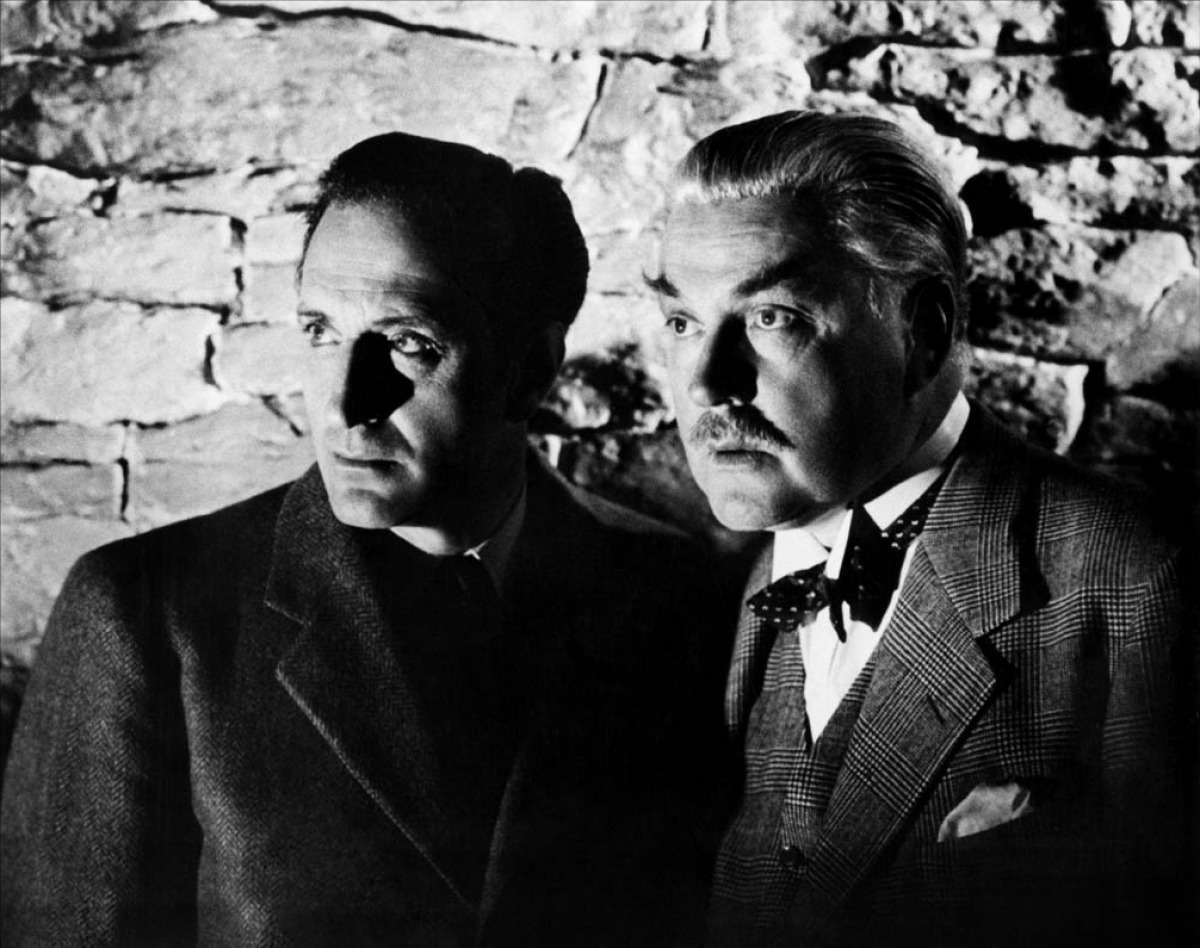
Basil Rathbone și Nigel Bruce în Sherlock Holmes - Arma secretă

Sherlock Holmes - Arma secretă (în engleză Sherlock Holmes and the Secret Weapon) este un film de mister din 1943 regizat de Roy William Neill, cu Basil Rathbone în rolul lui Sherlock Holmes și Nigel Bruce ca Dr. Watson, al patrulea din cele paisprezece astfel de filme în care a fost implicată perechea de actori.

## Distribuție
- Basil Rathbone - Sherlock Holmes
- Nigel Bruce - Doctor Watson
- Lionel Atwill - Professor Moriarty
- Kaaren Verne - Charlotte Eberli
- William Post Jr. - Dr Franz Tobel
- Dennis Hoey - Inspector Lestrade
- Holmes Herbert - Sir Reginald Bailey
- Mary Gordon - Mrs. Hudson
- Henry Victor - Dr. Frederick Hoffner